# Amphorella
Amphorella Lowe, 1852 è un genere di molluschi gasteropodi terrestri della famiglia Ferussaciidae..

## Tassonomia
Il genere contiene le seguenti specie:
- Amphorella cimensis Waldén, 1983
- Amphorella grabhami (Pilsbry, 1908) †
- Amphorella gracilis (R. T. Lowe, 1831)
- Amphorella hypselia (Pilsbry, 1909)
- Amphorella intermedia (Wollaston, 1878)
- Amphorella iridescens (Wollaston, 1878)
- Amphorella melampoides (R.T.Lowe, 1831)
- Amphorella mitriformis (R. T. Lowe, 1852)
- Amphorella oryza (R. T. Lowe, 1852)
- Amphorella talaverai Hutterer & Groh, 2014 †
- Amphorella tornatellina (R.T.Lowe, 1831)
- Amphorella triticea (R.T.Lowe, 1831)
- Amphorella tuberculata (R.T.Lowe, 1852)